# Пешевина
Пешевина је насељено мјесто у општини Власеница, Република Српска, БиХ. Према попису становништва из 1991. у насељу је живјело 224 становника.

## Становништво
Према попису становништва из 1991. године, мјесто је имало 224 становника.
| Националност       | 1991. |
| Муслимани          | 126   |
| Срби               | 95    |
| Југословени        | 1     |
| остали и непознато | 2     |
| укупно             | 224   |

| Демографија | Демографија | Демографија |
| Година      | Становника  | Становника  |
| ----------- | ----------- | ----------- |
| 1961.       | 229         |             |
| 1971.       | 204         |             |
| 1981.       | 214         |             |
| 1991.       | 225         |             |